# Лёйнер, Ханскарл
Ханскарл Лёйнер (нем. Hanscarl Leuner; 8 января 1919, Баутцен — 22 июля 1996, Гёттинген, Нижняя Саксония)) — профессор, доктор медицины, основоположник Кататимно-имагинативной психотерапии (символдрамы), Международного общества Кататимного переживания образов и имагинативных методов в психотерапии и психологии (МОКПО), а также Европейского медицинского общества психолитической терапии. Долгие годы руководил отделением психотерапии и психосоматики в психиатрической клинике Гёттингенского университета в Германии. Главный итог его жизни и творчества — это создание и развитие им метода аналитически ориентированной психотерапии — Кататимного переживания образов (символдрамы или Кататимно-имагинативной психотерапии), уникального по своей эффективности, четкости изложения, глубокой научной обоснованности, системной проработанности, и, одновременно, простоте освоения.

## Биография
Ханскарл Лёйнер родился 8 января 1919 г. в г. Бауцен (Саксония, Германия) в семье коммерсанта. Родители хотели, чтобы он продолжил семейное дело. Однако, ещё учась в гимназии Ханскарл Лёйнер, хотел стать психотерапевтом. Он обратился к одному из самых известных психотерапевтов довоенной Германии доктору Фрицу Кюнкелю (Dr. Fritz Künkel) с вопросом, как ему лучше всего получить желанную профессию. «Молодой человек, Вам нужно сначала поступить в медицинский институт, закончить его, потом забыть всё, чему Вас там учили, и только после этого Вы сможете быть психотерапевтом», — был ответ мэтра.
В 1937 г. Ханскарл Лейнер окончил гимназию и в 1939 г. поступил на медицинский факультет Франкфуртского университета. Но планам Ханскарла Лёйнера помешала война. В декабре 1939 г. Ханскарла Лёйнера призвали в вермахт и отправили на восточный фронт, где он служил до октября 1941 г. радистом в танковых войсках, так как был небольшого роста и ещё в гимназии увлекался радиолюбительством. А так как уже в те года он отличался особым умом и серьёзностью, то он служил радистом в танке генерала, дойдя вместе с ним почти до самой Москвы. Позднее, создавая метод символдрамы, Ханскарл Лёйнер использовал свой военный опыт: танк генерала всегда шёл во второй или третьей линии и всегда сбоку, каждый раз на новом месте, чтобы противник никогда не мог вычислить, где находится генерал. В то же время генерал всегда имел возможность как бы со стороны наблюдать за ходом боя. Этот же принцип используется и в символдраме: психотерапевт как бы со стороны наблюдает, сопровождает пациента в его путешествии по образам своего бессознательного. Нашло отражение в методе символдрамы и увлечение Ханскарла Лёйнера созданием самодельных радиоприёмников. «Приём, приём!» радиолюбителя, передающего свои позывные в эфир повторилось в «Да» и «Уггм» психотерапевта, сопровождающего представляющего образ пациента.
В 1941 г. положение Германии на всех фронтах было критическим, в армии катастрофически не хватало врачей. И тогда было принято решение направить наиболее способных молодых солдат на освоение медицинской специальности. Ханскарл Лёйнер был откомандирован с фронта на учёбу в медицинский институт, студенты должны были ходить на занятия в военной форме. Экзамены после пятого семестра (принятые на медицинском факультете университетов Германии) Ханскарл Лёйнер сдавал в г. Марбурге в 1942 г., а в 1946 г. сдал гос. экзамены в Марбургском университете. В 1947 г. защитил диссертацию. С 1948 по 1959 гг. работал научным ассистентом в клинике нервных болезней Марбургского университета, в это же время проходил повышение квалификации по нейропсихиатрии, детской психиатрии, психотерапии, неврологии.
В 1947—1948 гг. проходил учебный юнгианский анализ у проф. Густава Шмальца (Gustav Schmaltz) во Франкфурте-на-Майне, известного юнгианца, который сам проходил анализ у К. Г. Юнга. Продолжил психоаналитическое образование Ханскарл Лёйнер в Образовательном центре психотерапии и психоанализа в г. Гёттингене в 1963—1973 гг. (учебный анализ и супервизии проходил у проф. Франца Хайгла, проф. Аннелизы Хайгл-Эверс, президента Немецкого психоаналитического общества (DPG) в 1958—1970 гг., проф. Вернера Швиддера), был членом DPG и DGPPT. В 1959 г. Ханскарл Лёйнер переехал в г. Гёттинген, работал в психиатрической клинике Гёттингенского университета, руководил отделением психотерапии, защитил докторскую диссертацию по психиатрии и неврологии.
С 1965 г. профессор. В 1965, 1966, 1968, 1971, 1981, 1982 гг. выступал с лекциями и докладами в США, а также работал приглашённым профессором: в Гарвардском университете в г. Бостоне, Институте нейропсихиатрии в г. Принстоне, Колледже Ганемана в Филадельфии, Висконсинском университете в Мадисоне, Чикагском университете, Университете Джонса Хопкинса в г. Балтиморе, Калифорнийском университете в Лос-Анджелесе, Йельском университете в г. Нью-Хейвен, Медицинском колледже Виргинии в г. Ричмонде.
В 1975 г. стал руководителем отделения психотерапии и психосоматики в Центре психологической медицины Гёттингенского университета.
Читал лекции и доклады в Австрии, Великобритании, Венгрии, ГДР, Голландии, Дании, Италии, Испании, Мексике, Норвегии, США, Швейцарии, Швеции.
Был членом многих международных обществ: DGPN, AAGP — руководил комиссией «Специальные методы» — позднее Немецкое психоаналитическое общество (DPG), Немецкое общество психотерапии, психосоматики и глубинной психологии (DGPPT), Международная коллегия нейро-психофармакологии (CINP), Society of Biological Psychiatry (США), Международное общество психопатологии экспрессии.
Почётный член многих международных обществ: American Society of Clinical Hypnosis (USA), Association of Biological Psychiatry of Argentinia.
В 1964 г. основал и был председателем Европейского медицинского общества психолитической терапии (EPT).
В 1974 г. основал и был председателем Общества Кататимного переживания образов и имагинативных методов в психотерапии и психологии (AGKB).
В 1978 г. основал и был президентом Международного общества Кататимного переживания образов и имагинативных методов в психотерапии и психологии (IGKB).
На протяжении многих лет был членом экспертной комиссии по наркотическим средствам Федерального ведомства здравоохранения ФРГ.
Вышел на пенсию 30 сентября 1985 г. Умер 22 июня 1996 г. в г. Гёттингене от пневмонии.

## Создание символдрамы
После окончания медицинского института Ханскарл Лёйнер работал врачом-невропатологом в клинике нервных болезней Марбургского университета. Молодого врача интересовала работа с символами, образами, бессознательным, он сам проходил юнгианский анализ. Но отношение к К. Г. Юнгу в академических кругах было в то время критически-скептическим. Многое, о чём говорил или писал К. Г. Юнг, было плодом его фантазий и интуиции, не выдерживая проверки в ходе строгого научного эксперимента. Это и побудило Ханскарла Лёйнера провести серию экспериментов, позволяющих, оставаясь на позициях экспериментальной науки, тем не менее, шагнуть в столь интересовавшую его область образов, символов, бессознательного. Ханскарл Лёйнер хотел лишь улучшить анализ, но, как это часто бывает, создал что-то совершенно новое. Экспериментальные исследования были начаты в 1948 г. и продолжались долгих шесть лет, прежде чем в 1954 г. вышла первая статья о Кататимном переживании образов. Было создано новое направление психотерапии — Кататимно-имагинативная психотерапия или символдрама.
Два других «детища» Ханскарла Лёйнера, этого пионера и первооткрывателя в мире психотерапии:
— создание прибора биологической обратной связи для психотерапии психосоматических расстройств, который так и называется — ЛЁЙНОМЕТ.
— исследование воздействия препарата ЛСД-25 на психику; Ханскарл Лёйнер был ведущим в Германии специалистом в этой области, он основал и был бессменным президентом Европейского медицинского общества психолитической терапии.

## Список трудов Ханскарла Лёйнера
Leuner, H.: Kontrolle der Symbolinterpretation im experimentellen Verfahren. Z. Psychother. med. Psychol. 4 (1954) 201
Leuner, H.: Experimentelles Katathymes Bilderleben als ein klinisches Verfahren der Psychotherapie: Grundlegungen und Methode. Z. Psychother. med. Psychol. 5 (1955) 185
Leuner, H.: Experimentelles Katathymes Bilderleben als ein klinisches Verfahren der Psychotherapie; Ergebnisse. Z. Psychother. med. Psychol. 5 (1955) 233
Leuner, H.: Symbolkonfrontation, ein nichtinterpretierendes Vorgehen in der Psychotherapie. Schweiz. Arch. Neurol. Psychiat. 76 (1955) 23
Leuner, H.: Symboldrama, ein aktives nichtanalysierendes Vorgehen in der Psychotherapie. Z. Psychother. med. Psychol. 6 (1957) 221
Leuner, H.; Das Landschaftsbild als Metapher dynamischer Strukturen. In: Festschrift zum 70. Geburtstag von E. Speer, hrsg. von H. Stolze. Lehmann, München 1959
Leuner, H.: Die Verifizierung der existentiellen Bedeutung des Symbols durch Symbolprovokation. In: Aktuelle Fragen der Psychotherapie, Bd. 3. Karger, Basel 1960 (S. 45)
Leuner, H.: Leistungen, Indikationen und Grenzen des Symboldramas. Z. Psychother. med. Psychol. 10 (1960) 45
Leuner, H.: Das assoziative Vorgehen im Symboldrama. Z. Psychother. med. Psychol. 14 (1964) 196
Leuner, H., K. Nerenz: Das musikalische Symboldrama und seine psychotherapeutische Wirkung. Heilkunst 77 (1964) 330
Leuner, H.: Guided Affective Imagery (GAI): A Method of Intensive Psychotherapy. Amer. J. Psychother. 23 (1969) 4
Leuner, H.: Das Katathyme Bilderleben in der Psychotherapie von Kindern und Jugendlichen. In: Handbuch der Kinderpsychotherapie, hrsg. von G. Biermann. Reinhardt, München 1969
Leuner, H.: Über den Stand der Entwicklung des Katathymen Bilderlebens. Z. Psychother. med. Psychol. 19 (1969) 177
Leuner, H.: Katathymes Bilderleben — Unterstufe — ein Seminarkurs. Thieme, Stuttgart 1970
Leuner, H.: Indikationen zur Psychotherapie. Ringelheimer Biologische Umschau, H. 5 (1970) (unveröff.)
Leuner, H.: Das Katathyme Bilderleben in der Psychotherapie von Kindern und Jugendlichen. Prax. Kinderpsychol. 19 (1970) 21g
Leuner, H.: Therapeutische Möglichkeiten mit dem Katathymen Bilderleben (Tagtraumtechnik) bei RM-Konsumenten. Ref. Fortbildungsveranst. Nervenklinik Tübingen 1971 (unveröff.)
Leuner, H.: Grundzuge der tiefenpsychologischen Symbolik (unter Berücksichtigung des Symbolismus im Katathymen Bilderleben). In: Ausgewählte Vorträge der Zentralen Weiterbildungsseminare der AGKB, (Selbstverlag) Göttingen 1974
Leuner, H.: Die Bedeutung der Musik in imaginativen Techniken der Psychotherapie. Vortrag gehalten auf dem Ostersymposium der Herbert von Karajan-Stiftung, Salzburg 1972. In: Neue Wege der Musiktherapie, hrsg. von W.3. Revers, G. Harrer, W.C.H. Simon. Econ, Düsseldorf 1974
Leuner, H.: Imagination als Spiegel unbewußten Seelenlebens. Angelsachsen-Verlag, Bremen 1974
Leuner, H.: The Role of Imagery in Psychotherapy, In: New Dimensions in Psychiatry: A World View, hrsg. von S. Arieti, G. Chrzanowski. John Wiley & Sons, New York 1975
Leuner, H.: Stellung des Katathymen Bilderlebens (KB) im Rahmen der aktiv-klinischen Verfahren der Psychotherapie. Referat gehalten auf dem 1. Internationalen Kongreß f. Aktiv-klinische Psychotherapie, Innsbruck 1975 (unveröff.)
Leuner, H.: Guided Affective Imagery: An Account of its Development. J. Mental Imagery (USA) 1 (1977) 73
Leuner, H.: Basic Principles and Therapeutic Efficacy of Guided Affective Imagery. In: The Power of Human Imagination, hrsg. von J.W. Singer, K.S. Pope. Plenum Press, New York 1978
Leuner, H. (Hrsg.): Katathymes Bilderleben — Ergebnisse in Theorie und Praxis. Huber, Bern, 2. Aufl., 1983
Leuner, H.: Lehrbuch des Katathymen Bilderlebens. Huber, Bern 2. Aufl. 1987
Leuner, H., G. Horn, E. Klessmann: Katathymes Bilderleben mit Kindern und Jugendlichen, 3. Aufl. Reinhardt, München 1988
Leuner, H., O. Lang,: Psychotherapie mit dem Tagtraum, Katathymes Bilderleben, Ergebnisse II, Fallanalysen, Theorie. Huber, Bern 1982

## Переводы на русском языке
- Лёйнер Х. Кататимное переживание образов / Пер. с нем. Я. Л. Обухова. М., «Эйдос» 1996.
- Лёйнер Х. Основы глубинно-психологической символики / Пер. с нем. Я. Л. Обухова, Журнал практического психолога, 1996, № 3, 4.
- Лёйнер Х. Направленное аффективное воображение // Хрестоматия по глубинной психологии / Сост. Л. А. Хегай. — М.: ЧеРо, 1996. — Т. 1. — С. 154-176. — 248 с. — (К. Г. Юнг и современный психоанализ). — 5,000 экз. — ISBN 5-88711-008-2.
- Лёйнер Х. Основные принципы и терапевтическая эффективность метода направленного аффективного воображения (НАВ) / Пер. с англ. И. И. Нагорной, З. Г. Кисарчук под ред. З. Г. Кисарчук. В: Из архива Ханскарла Лёйнера. — Киев, «Киевское общество символдрамы» 2000, с. 1-41.
- Лёйнер Х. Психотерапия базисных расстройств при помощи символдрамы / Пер. с англ. Д. Г. Залесского, И. И. Нагорной. В: Из архива Ханскарла Лёйнера. — Киев, «Киевское общество символдрамы» 2000, с. 42-57; Символ и Драма. Сцена психотерапевтического пространства. — Харьков, 2000, № 2 (2), с. 22-42.
- Лёйнер Х. Творческая составляющая символдрамы: развитие креативности и творческое решение проблем / Пер. с нем. Н. Сребренниковой, научная редакция Я. Л. Обухова // Символдрама. Лето 2010. — 2010, № 1 (4). — С. 4-27.
- Лёйнер Х. Средняя ступень символдрамы. Введение: оценка значения средней ступени / Пер. с нем. О. Хмельницкой, научная редакция З. Г. Кисарчук и Я. Л. Обухова // Символдрама. Осень 2010. — 2010, № 2 (5). — С. 4-7.
- Лёйнер Х. Средняя ступень символдрамы. Возможности средней ступени / Пер. с нем. О. Хмельницкой, научная редакция З. Г. Кисарчук и Я. Л. Обухова // Символдрама. — 2011, № 1 (6). — С. 4-8.
- Лёйнер Х. Средняя ступень символдрамы. Ассоциативный метод. Введение / Пер. с нем. О. Хмельницкой, научная редакция И. Винова и Я. Обухова // Символдрама. — 2011, № 2-4 (7). — С. 4-9.
- Лёйнер Х. Средняя ступень символдрамы. Принцип ассоциативного метода и его применение / Пер. с нем. О. Хмельницкой, научная редакция И. Винова и Я. Обухова // Символдрама. — 2012, № 1-2 (8). — С. 4-8.